# Buttes
Buttes es una localidad situada en la comuna de Val-de-Travers, en el distrito de Val-de-Travers cantón de Neuchâtel, Suiza.
Fue una comuna independiente hasta el 1 de enero de 2009, en que pasó a formar parte de la comuna de Val-de-Travers.

## Historia
La primera mención escrita de Boveresse data de 1300 cuando aparece en un documento con el nombre de Boutes. La comuna mantuvo su autonomía hasta el 31 de diciembre de 2008. El 1 de enero de 2009 pasó a ser una localidad de la nueva comuna de Val-de-Travers, tras la fusión de las antiguas comunas de Boveresse, Buttes, Couvet, Fleurier, Les Bayards, Môtiers, Noiraigue, Saint-Sulpice y Travers.